# Dario Baldauf
Dario Baldauf (Dornbirn, 27 marzo 1985) è un ex calciatore austriaco, di ruolo difensore.

## Caratteristiche tecniche
Terzino sinistro, può giocare nello stesso ruolo sulla fascia sinistra.

## Carriera

### Club
Cresciuto nel Vorarlberg, approda al professionismo con la divisa del Lustenau, trasferendosi all'Admira Wacker in cambio di 20000 €. Nel gennaio 2005 l'SW Bregenz lo preleva per 30000 € e in seguito veste i colori di Altach, Lustenau e Wolfsberger.